# Boudou (Tarn-et-Garonne)
Pour les articles homonymes, voir Boudou.
Boudou est une commune française, située dans l'ouest du département de Tarn-et-Garonne en région Occitanie.
Sur le plan historique et culturel, la commune est dans le Quercy Blanc, correspondant à la partie méridionale du Quercy, devant son nom à ses calcaires lacustres du Tertiaire.
Exposée à un climat océanique altéré, elle est drainée par le canal latéral à la Garonne, la Garonne, le Tarn et par divers autres petits cours d'eau. La commune possède un patrimoine naturel remarquable : trois sites Natura 2000 (Les « vallées du Tarn, de l'Aveyron, du Viaur, de l'Agout et du Gijou », « Garonne, Ariège, Hers, Salat, Pique et Neste » et la « vallée de la Garonne de Muret à Moissac ») et quatre zones naturelles d'intérêt écologique, faunistique et floristique.
Boudou est une commune rurale qui compte 755 habitants en 2022.  Elle fait partie de l'aire d'attraction de Moissac. Ses habitants sont appelés les Boudounais ou  Boudounaises.

## Géographie

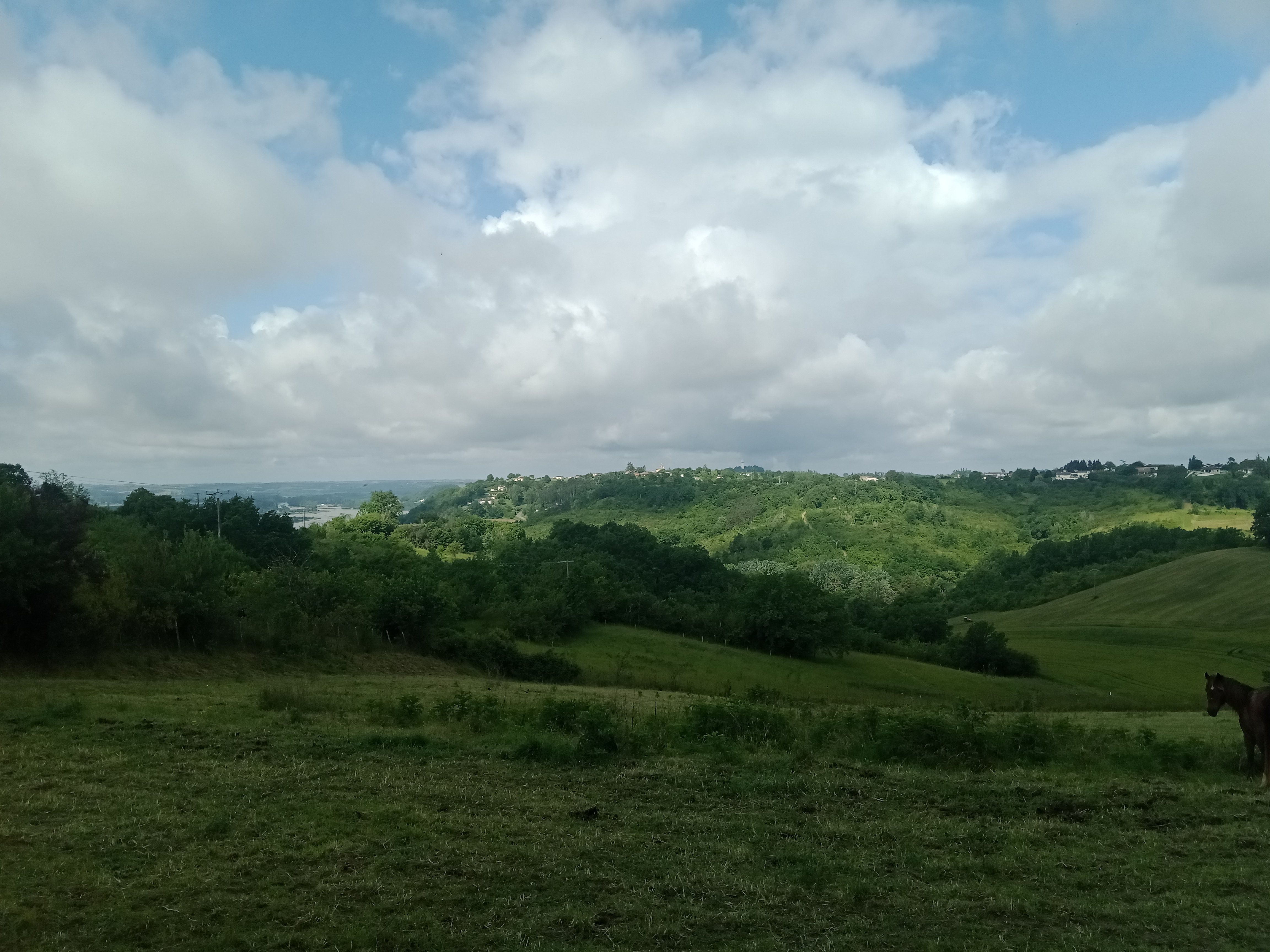
Boudou depuis l'est.

### Localisation
Commune située à la confluence du Tarn et de la Garonne.

### Communes limitrophes
Les communes limitrophes sont  Malause, Moissac, Saint-Nicolas-de-la-Grave, Saint-Paul-d'Espis et Saint-Vincent-Lespinasse.
| Saint-Vincent-Lespinasse | Saint-Paul-d'Espis        |         |
| Malause                  | Boudou                    | Moissac |
|                          | Saint-Nicolas-de-la-Grave |         |

### Hydrographie

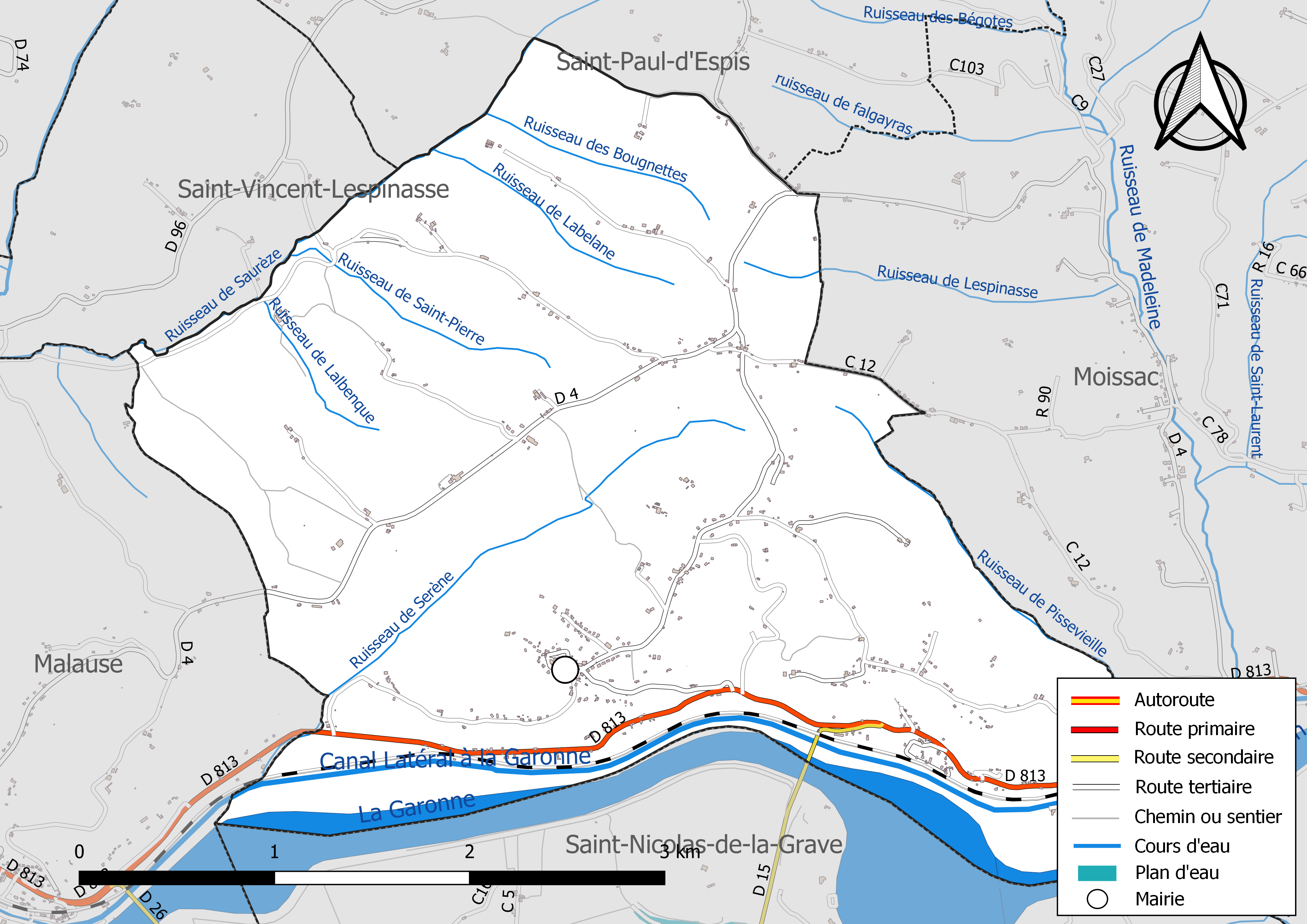
Réseaux hydrographique et routier de Boudou.

La commune est dans le bassin versant de la Garonne, au sein du bassin hydrographique Adour-Garonne. Elle est drainée par la Garonne, le Tarn, le ruisseau de Labelane, le ruisseau de Lalbenque, le ruisseau de Lespinasse, le ruisseau de Pissevieille, le ruisseau de Saint-Pierre, le ruisseau de Saurèze, le ruisseau des Bougnettes et le ruisseau de Serène, constituant un réseau hydrographique de 17 km de longueur totale,.
La Garonne est un fleuve principalement français prenant sa source en Espagne et qui coule sur 529 km avant de se jeter dans l’océan Atlantique.
Le Tarn, d'une longueur totale de 380 km, prend sa source dans la commune de Pont de Montvert - Sud Mont Lozère et s'écoule d'est en ouest. Il traverse la commune et se jette dans la Garonne à Saint-Nicolas-de-la-Grave, après avoir traversé 98 communes.

### Climat
Pour des articles plus généraux, voir Climat de l'Occitanie et Climat de Tarn-et-Garonne.
En 2010, le climat de la commune est de type climat du Bassin du Sud-Ouest, selon une étude du Centre national de la recherche scientifique s'appuyant sur une série de données couvrant la période 1971-2000. En 2020, Météo-France publie une typologie des climats de la France métropolitaine dans laquelle la commune est exposée à un climat océanique altéré et est dans la région climatique Aquitaine, Gascogne, caractérisée par une pluviométrie abondante au printemps, modérée en automne, un faible ensoleillement au printemps, un été chaud (19,5 °C), des vents faibles, des brouillards fréquents en automne et en hiver et des orages fréquents en été (15 à 20 jours).
Pour la période 1971-2000, la température annuelle moyenne est de 13,5 °C, avec une amplitude thermique annuelle de 16,2 °C. Le cumul annuel moyen de précipitations est de 793 mm, avec 11 jours de précipitations en janvier et 6,1 jours en juillet. Pour la période 1991-2020, la température moyenne annuelle observée sur la station météorologique de Météo-France la plus proche, « Castelsarrasin », sur la commune de Castelsarrasin à 10 km à vol d'oiseau, est de 13,6 °C et le cumul annuel moyen de précipitations est de 698,6 mm. 
La température maximale relevée sur cette station est de 43,1 °C, atteinte le 24 août 2023 ; la température minimale est de −13,8 °C, atteinte le 9 février 2012,,.
Les paramètres climatiques de la commune ont été estimés pour le milieu du siècle (2041-2070) selon différents scénarios d'émission de gaz à effet de serre à partir des nouvelles projections climatiques de référence DRIAS-2020. Ils sont consultables sur un site dédié publié par Météo-France en novembre 2022.

### Milieux naturels et biodiversité

#### Réseau Natura 2000

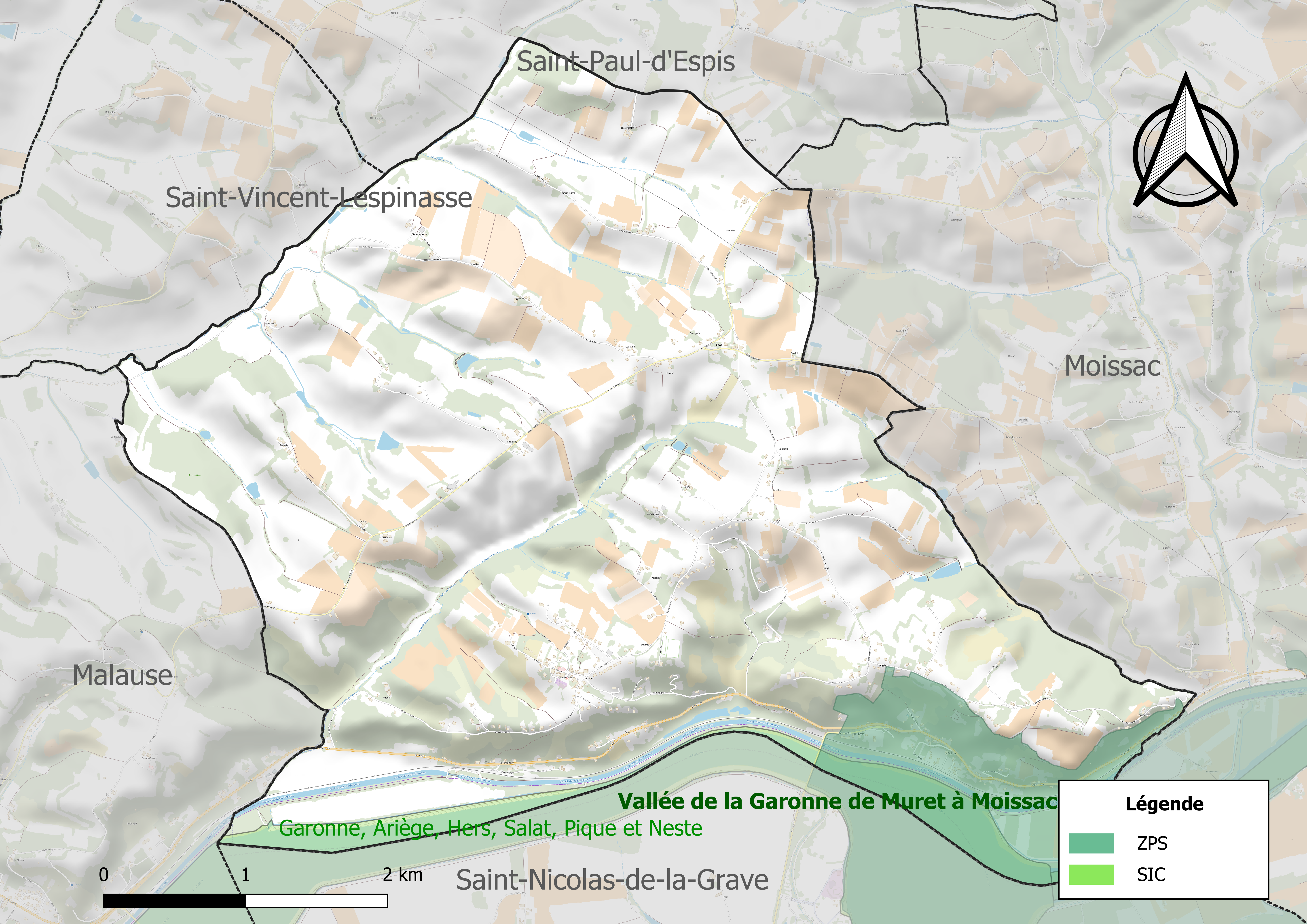
Sites Natura 2000 sur le territoire communal.

Le réseau Natura 2000 est un réseau écologique européen de sites naturels d'intérêt écologique élaboré à partir des directives habitats et oiseaux, constitué de zones spéciales de conservation (ZSC) et de zones de protection spéciale (ZPS).
Deux sites Natura 2000 ont été définis sur la commune au titre de la directive habitats :
- Les « vallées du Tarn, de l'Aveyron, du Viaur, de l'Agout et du Gijou », d'une superficie de 17 144 ha, s'étendant sur 136 communes dont 41 dans l'Aveyron, 8 en Haute-Garonne, 50 dans le Tarn et 37 dans le Tarn-et-Garonne. Elles présentent une très grande diversité d'habitats et d'espèces dans ce vaste réseau de cours d'eau et de gorges. La présence de la Loutre d'Europe et de la moule perlière d'eau douce est également d'un intérêt majeur[15] ;
- « Garonne, Ariège, Hers, Salat, Pique et Neste », d'une superficie de 9 581 ha, un réseau hydrographique pour les poissons migrateurs, avec des zones de frayères actives et potentielles importantes pour le Saumon en particulier qui fait l'objet d'alevinages réguliers et dont des adultes atteignent déjà Foix sur l'Ariège[16] ;

et un au titre de la directive oiseaux : 
- la « vallée de la Garonne de Muret à Moissac », d'une superficie de 4 493 ha, hébergeant une avifaune bien représentée en diversité, mais en effectifs limités (en particulier, baisse des populations de plusieurs espèces de hérons). Sept espèces de hérons y nichent, dont le héron pourpré, ainsi que le Milan noir (avec des effectifs importants), l'Aigle botté, le Petit gravelot, la Mouette mélanocéphale, la Sterne pierregarin et le Martin-pêcheur[17].

#### Zones naturelles d'intérêt écologique, faunistique et floristique
L’inventaire des zones naturelles d'intérêt écologique, faunistique et floristique (ZNIEFF) a pour objectif de réaliser une couverture des zones les plus intéressantes sur le plan écologique, essentiellement dans la perspective d’améliorer la connaissance du patrimoine naturel national et de fournir aux différents décideurs un outil d’aide à la prise en compte de l’environnement dans l’aménagement du territoire.
Deux ZNIEFF de type 1 sont recensées sur la commune :
« la Garonne de Montréjeau jusqu'à Lamagistère » (5 075 ha), couvrant 92 communes dont 63 dans la Haute-Garonne, trois dans le Lot-et-Garonne et 26 dans le Tarn-et-Garonne, et 
la « terrasse de Boudou » (244 ha), couvrant 2 communes du département
et deux ZNIEFF de type 2, : 
- la « basse vallée du Tarn » (3 623 ha), couvrant 49 communes dont huit dans la Haute-Garonne, 20 dans le Tarn et 21 dans le Tarn-et-Garonne[21] ;
- « la Garonne et milieux riverains, en aval de Montréjeau » (6 874 ha), couvrant 93 communes dont 64 dans la Haute-Garonne, trois dans le Lot-et-Garonne et 26 dans le Tarn-et-Garonne[22].

Carte des ZNIEFF de type 1 et 2 à Boudou.
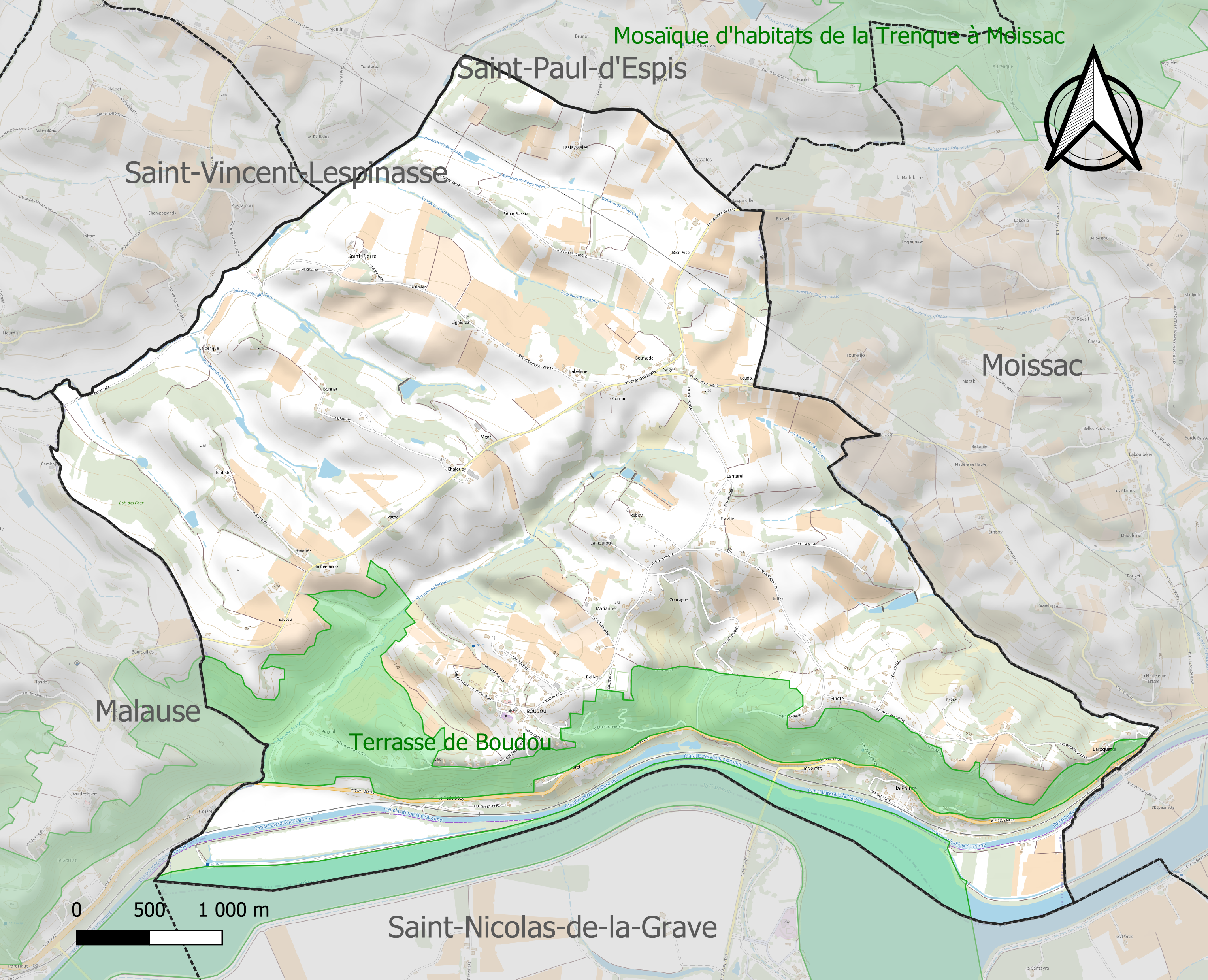
Carte des ZNIEFF de type 1 sur la commune.
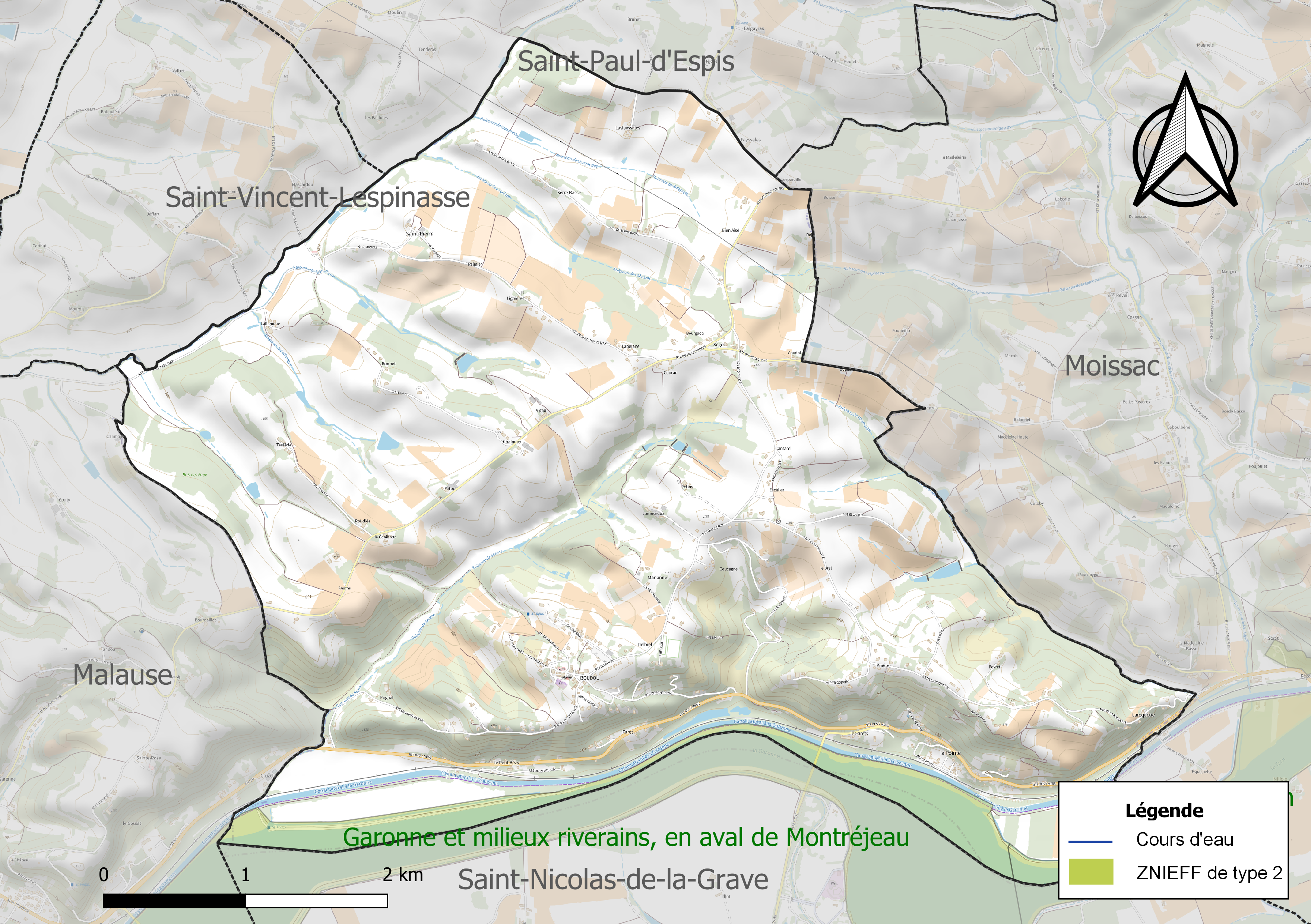
Carte des ZNIEFF de type 2 sur la commune.

## Urbanisme

### Typologie
Au 1er janvier 2024, Boudou est catégorisée commune rurale à habitat dispersé, selon la nouvelle grille communale de densité à sept niveaux définie par l'Insee en 2022.
Elle est située hors unité urbaine. Par ailleurs la commune fait partie de l'aire d'attraction de Moissac, dont elle est une commune de la couronne,. Cette aire, qui regroupe 7 communes, est catégorisée dans les aires de moins de 50 000 habitants,.

### Occupation des sols

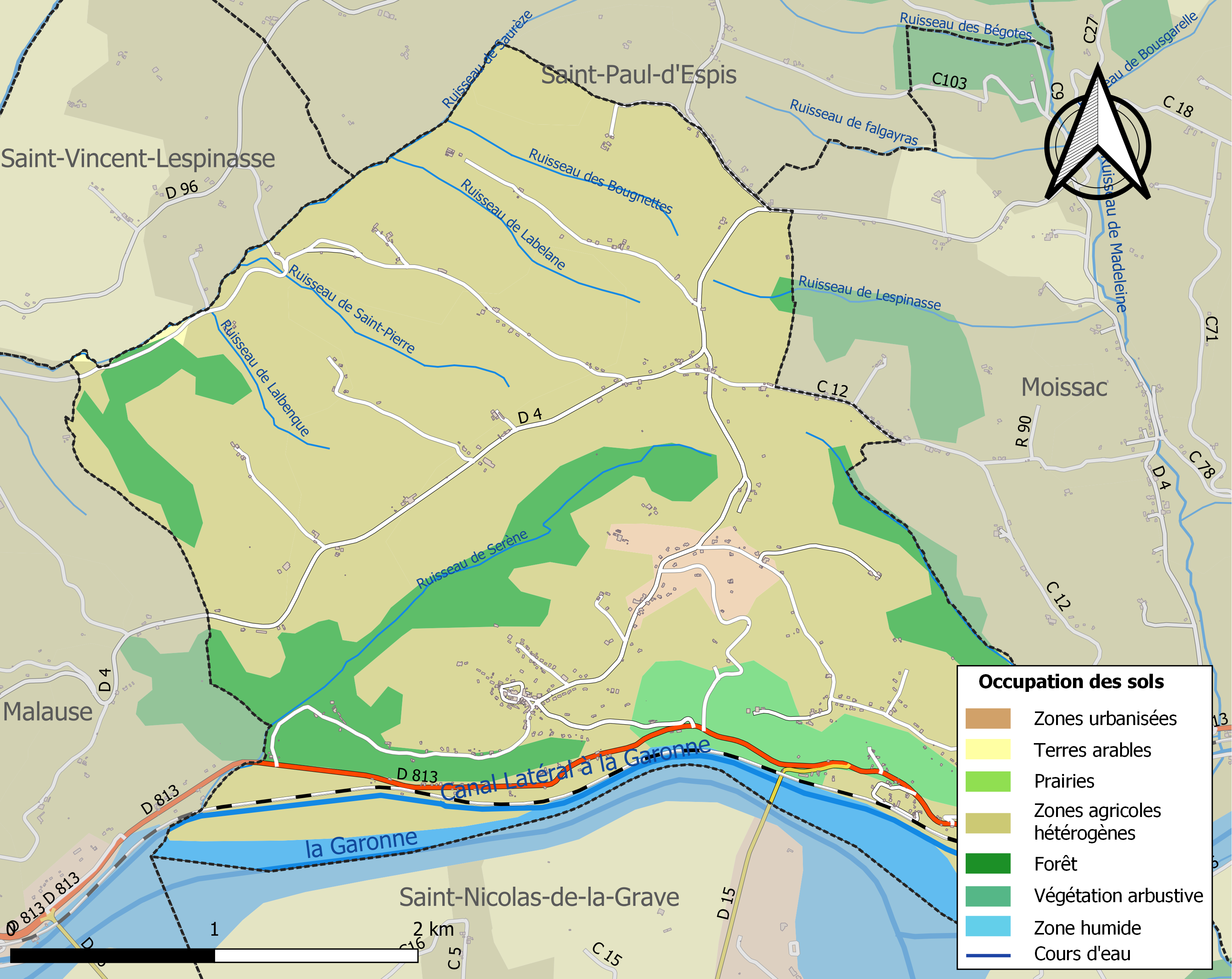
Carte des infrastructures et de l'occupation des sols de la commune en 2018 (CLC).

L'occupation des sols de la commune, telle qu'elle ressort de la base de données européenne d’occupation biophysique des sols Corine Land Cover (CLC), est marquée par l'importance des territoires agricoles (74,1 % en 2018), en diminution par rapport à 1990 (76,1 %). La répartition détaillée en 2018 est la suivante : 
zones agricoles hétérogènes (74 %), forêts (14,1 %), eaux continentales (5,3 %), milieux à végétation arbustive et/ou herbacée (4,5 %), zones urbanisées (2 %), terres arables (0,1 %). L'évolution de l’occupation des sols de la commune et de ses infrastructures peut être observée sur les différentes représentations cartographiques du territoire : la carte de Cassini (XVIIIe siècle), la carte d'état-major (1820-1866) et les cartes ou photos aériennes de l'IGN pour la période actuelle (1950 à aujourd'hui).

### Risques majeurs
Le territoire de la commune de Boudou est vulnérable à différents aléas naturels : météorologiques (tempête, orage, neige, grand froid, canicule ou sécheresse), inondations, mouvements de terrains et séisme (sismicité très faible). Il est également exposé à deux risques technologiques,  le transport de matières dangereuses et le risque nucléaire. Un site publié par le BRGM permet d'évaluer simplement et rapidement les risques d'un bien localisé soit par son adresse soit par le numéro de sa parcelle.

#### Risques naturels
Certaines parties du territoire communal sont susceptibles d’être affectées par le risque d’inondation par débordement de cours d'eau, notamment la Garonne, le canal latéral à la Garonne et le Tarn. La cartographie des zones inondables en ex-Midi-Pyrénées réalisée dans le cadre du XIe Contrat de plan État-région, visant à informer les citoyens et les décideurs sur le risque d’inondation, est accessible sur le site de la DREAL Occitanie. La commune a été reconnue en état de catastrophe naturelle au titre des dommages causés par les inondations et coulées de boue survenues en 1982, 1984, 1996, 1999 et 2015,.
Boudou est exposée au risque de feu de forêt. Le département de Tarn-et-Garonne présentant toutefois globalement un niveau d’aléa moyen à faible très localisé, aucun Plan départemental de protection des forêts contre les risques d’incendie de forêt (PFCIF) n'a été élaboré. Le débroussaillement aux abords des maisons constitue l’une des meilleures protections pour les particuliers contre le feu,.

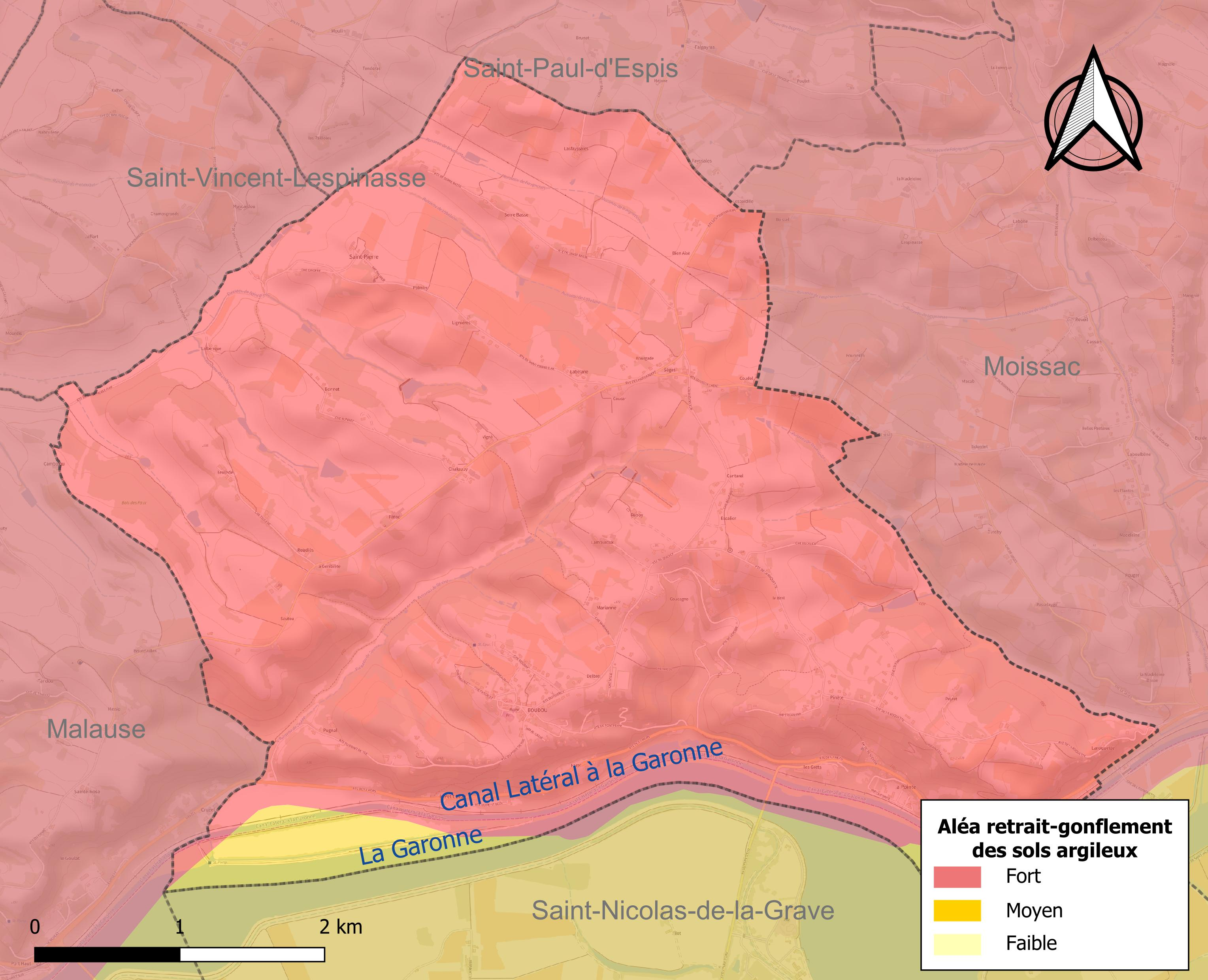
Carte des zones d'aléa retrait-gonflement des sols argileux de Boudou.

Les mouvements de terrains susceptibles de se produire sur la commune sont des glissements de terrain et des tassements différentiels.
Le retrait-gonflement des sols argileux est susceptible d'engendrer des dommages importants aux bâtiments en cas d’alternance de périodes de sécheresse et de pluie. La totalité de la commune est en aléa moyen ou fort (92 % au niveau départemental et 48,5 % au niveau national). Sur les 343 bâtiments dénombrés sur la commune en 2019, 343 sont en aléa moyen ou fort, soit 100 %, à comparer aux 96 % au niveau départemental et 54 % au niveau national. Une cartographie de l'exposition du territoire national au retrait gonflement des sols argileux est disponible sur le site du BRGM,.
Par ailleurs, afin de mieux appréhender le risque d’affaissement de terrain, l'inventaire national des cavités souterraines permet de localiser celles situées sur la commune.
Concernant les mouvements de terrains, la commune a été reconnue en état de catastrophe naturelle au titre des dommages causés par la sécheresse en 1989, 1991, 1992, 1997, 2002, 2003, 2009, 2011, 2015 et 2017 et par des mouvements de terrain en 1999, 2014 et 2020.

#### Risques technologiques
Le risque de transport de matières dangereuses sur la commune est lié à sa traversée par des infrastructures routières ou ferroviaires importantes ou la présence d'une canalisation de transport d'hydrocarbures. Un accident se produisant sur de telles infrastructures est susceptible d’avoir des effets graves sur les biens, les personnes ou l'environnement, selon la nature du matériau transporté. Des dispositions d’urbanisme peuvent être préconisées en conséquence.
En cas d’accident grave, certaines installations nucléaires sont susceptibles de rejeter dans l’atmosphère de l’iode radioactif. La commune étant située dans le périmètre de sûreté de 20 km autour de la centrale nucléaire de Golfech, elle est exposée au risque nucléaire. En cas d'accident nucléaire, une alerte est donnée par différents médias (sirène, sms, radio, véhicules). Dès l'alerte, les personnes habitant dans le périmètre de 2 km se mettent à l'abri. Les personnes habitant dans le périmètre de 20 km peuvent être amenées, sur ordre du préfet, à évacuer et ingérer des comprimés d'iode,,.

## Héraldique
| Blason de Boudou | Blason  | Tiercé en pairle déporté à senestre: aux 1er et 3e de gueules plain, au 2e d'or à la grappe de raisin pamprée au naturel; au pairle d'azur déporté à senestre brochant sur la partition et à la croix cléchée, vidée et pommetée de douze pièces d'argent surbrochant en cœur du pairle. |
| Blason de Boudou | Détails | Le statut officiel du blason reste à déterminer. |

## Politique et administration
| Période                                  | Période  | Identité                         | Étiquette | Qualité |
| ---------------------------------------- | -------- | -------------------------------- | --------- | ------- |
| mars 2001                                | En cours | Marie-Thérèse Vissieres-Delvolvé |           |         |
| Les données manquantes sont à compléter. |          |                                  |           |         |

## Démographie
| 1793  | 1800 | 1806  | 1821  | 1831 | 1836  | 1841  | 1846  | 1851 |
| ----- | ---- | ----- | ----- | ---- | ----- | ----- | ----- | ---- |
| 1 160 | 999  | 1 178 | 1 037 | 955  | 1 044 | 1 040 | 1 075 | 954  |

| 1856 | 1861 | 1866 | 1872 | 1876 | 1881 | 1886 | 1891 | 1896 |
| ---- | ---- | ---- | ---- | ---- | ---- | ---- | ---- | ---- |
| 902  | 733  | 709  | 658  | 669  | 666  | 630  | 569  | 551  |

| 1901 | 1906 | 1911 | 1921 | 2006 | 2007 | 2012 | 2017 | 2022 |
| ---- | ---- | ---- | ---- | ---- | ---- | ---- | ---- | ---- |
| 532  | 530  | 502  | 464  | 635  | 644  | 686  | 731  | 755  |

## Économie

### Revenus
En 2018, la commune compte 303 ménages fiscaux, regroupant 730 personnes. La médiane du revenu disponible par unité de consommation est de 20 130 € (20 140 € dans le département).

### Emploi
|                | 2008  | 2013   | 2018   |
| -------------- | ----- | ------ | ------ |
| Commune        | 8,5 % | 13,4 % | 12,8 % |
| Département    | 8,4 % | 10,2 % | 10,3 % |
| France entière | 8,3 % | 10 %   | 10 %   |

En 2018, la population âgée de 15 à 64 ans s'élève à 451 personnes, parmi lesquelles on compte 73,9 % d'actifs (61 % ayant un emploi et 12,8 % de chômeurs) et 26,1 % d'inactifs,. Depuis 2008, le taux de chômage communal (au sens du recensement) des 15-64 ans est supérieur à celui de la France et du département.
La commune fait partie de la couronne de l'aire d'attraction de Moissac, du fait qu'au moins 15 % des actifs travaillent dans le pôle,. Elle compte 96 emplois en 2018, contre 83 en 2013 et 73 en 2008. Le nombre d'actifs ayant un emploi résidant dans la commune est de 279, soit un indicateur de concentration d'emploi de 34,5 % et un taux d'activité parmi les 15 ans ou plus de 56 %.
Sur ces 279 actifs de 15 ans ou plus ayant un emploi, 87 travaillent dans la commune, soit 31 % des habitants. Pour se rendre au travail, 89,5 % des habitants utilisent un véhicule personnel ou de fonction à quatre roues, 0,4 % les transports en commun, 5,4 % s'y rendent en deux-roues, à vélo ou à pied et 4,7 % n'ont pas besoin de transport (travail au domicile).

### Activités hors agriculture

#### Secteurs d'activités
37 établissements sont implantés  à Boudou au 31 décembre 2019. Le tableau ci-dessous en détaille le nombre par secteur d'activité et compare les ratios avec ceux du département,.
| Secteur d'activité                                                                                        | Commune | Commune | Département |
| Secteur d'activité                                                                                        | Nombre  | %       | %           |
| --- | ------- | ------- | ----------- |
| Ensemble                                                                                                  | 37      |         |             |
| Industrie manufacturière, industries extractives et autres                                                | 2       | 5,4 %   | (9,6 %)     |
| Construction                                                                                              | 8       | 21,6 %  | (14,9 %)    |
| Commerce de gros et de détail, transports, hébergement et restauration                                    | 8       | 21,6 %  | (29,7 %)    |
| Activités financières et d'assurance                                                                      | 1       | 2,7 %   | (3,4 %)     |
| Activités immobilières                                                                                    | 2       | 5,4 %   | (3,3 %)     |
| Activités spécialisées, scientifiques et techniques et activités de services administratifs et de soutien | 7       | 18,9 %  | (14,1 %)    |
| Administration publique, enseignement, santé humaine et action sociale                                    | 4       | 10,8 %  | (13,6 %)    |
| Autres activités de services                                                                              | 5       | 13,5 %  | (9,3 %)     |

Le secteur du commerce de gros et de détail, des transports, de l'hébergement et de la restauration est prépondérant sur la commune puisqu'il représente 21,6 % du nombre total d'établissements de la commune (8 sur les 37 entreprises implantées  à Boudou), contre 29,7 % au niveau départemental.

#### Entreprises et commerces
Les trois entreprises ayant leur siège social sur le territoire communal qui génèrent le plus de chiffre d'affaires en 2020 sont : 
- EURL Robichon Thierry, travaux de maçonnerie générale et gros œuvre de bâtiment (1 240 k€)
- Cagrival, activités des sociétés holding (60 k€)
- Travaux Courtage 81 - Tc81, autres activités de soutien aux entreprises n.c.a. (7 k€)

### Agriculture
La commune est dans le « Bas-Quercy de Montpezat », une petite région agricole couvrant une bande nord  du département de Tarn-et-Garonne. En 2020, l'orientation technico-économique de l'agriculture  sur la commune est la culture de fruits ou d'autres cultures permanentes. 
|               | 1988 | 2000 | 2010 | 2020 |
| ------------- | ---- | ---- | ---- | ---- |
| Exploitations | 48   | 42   | 27   | 23   |
| SAU (ha)      | 806  | 726  | 547  | 624  |

Le nombre d'exploitations agricoles en activité et ayant leur siège dans la commune est passé de 48 lors du recensement agricole de 1988  à 42 en 2000 puis à 27 en 2010 et enfin à 23 en 2020, soit une baisse de 52 % en 32 ans. Le même mouvement est observé à l'échelle du département qui a perdu pendant cette période 57 % de ses exploitations,. La surface agricole utilisée sur la commune a également diminué, passant de 806 ha en 1988 à 624 ha en 2020. Parallèlement la surface agricole utilisée moyenne par exploitation a augmenté, passant de 17 à 27 ha.

## Culture locale et patrimoine

### Lieux et monuments
- Le point de vue sur le confluent du Tarn et de la Garonne, sur les Pyrénées.
- Ancienne église Saint-Pierre d'Ax. L'édifice a été inscrit au titre des monuments historiques en 1978[44].
- Église Saint-Pierre-aux-Liens de Saint-Pierre d'Ax. L'édifice est référencé dans la base Mérimée et à l'Inventaire général Région Occitanie[45]. Plusieurs objets sont référencés dans la base Palissy[45].
- Église Saint-Pierre de Boudou. L'édifice est référencé dans la base Mérimée et à l'Inventaire général Région Occitanie[46]. Plusieurs objets sont référencés dans la base Palissy[46].

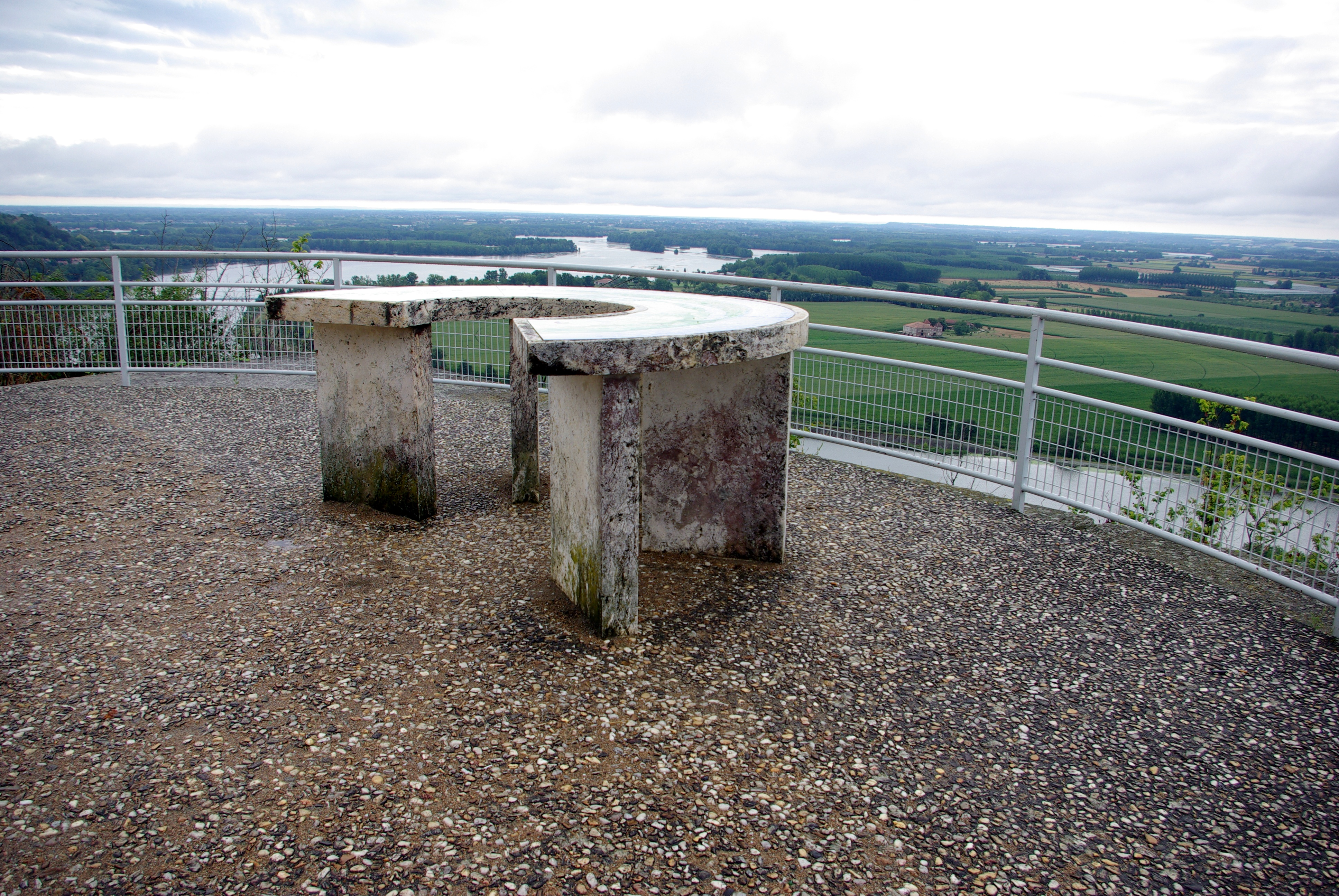
Point de vue et table d'orientation sur le confluent du Tarn et de la Garonne.
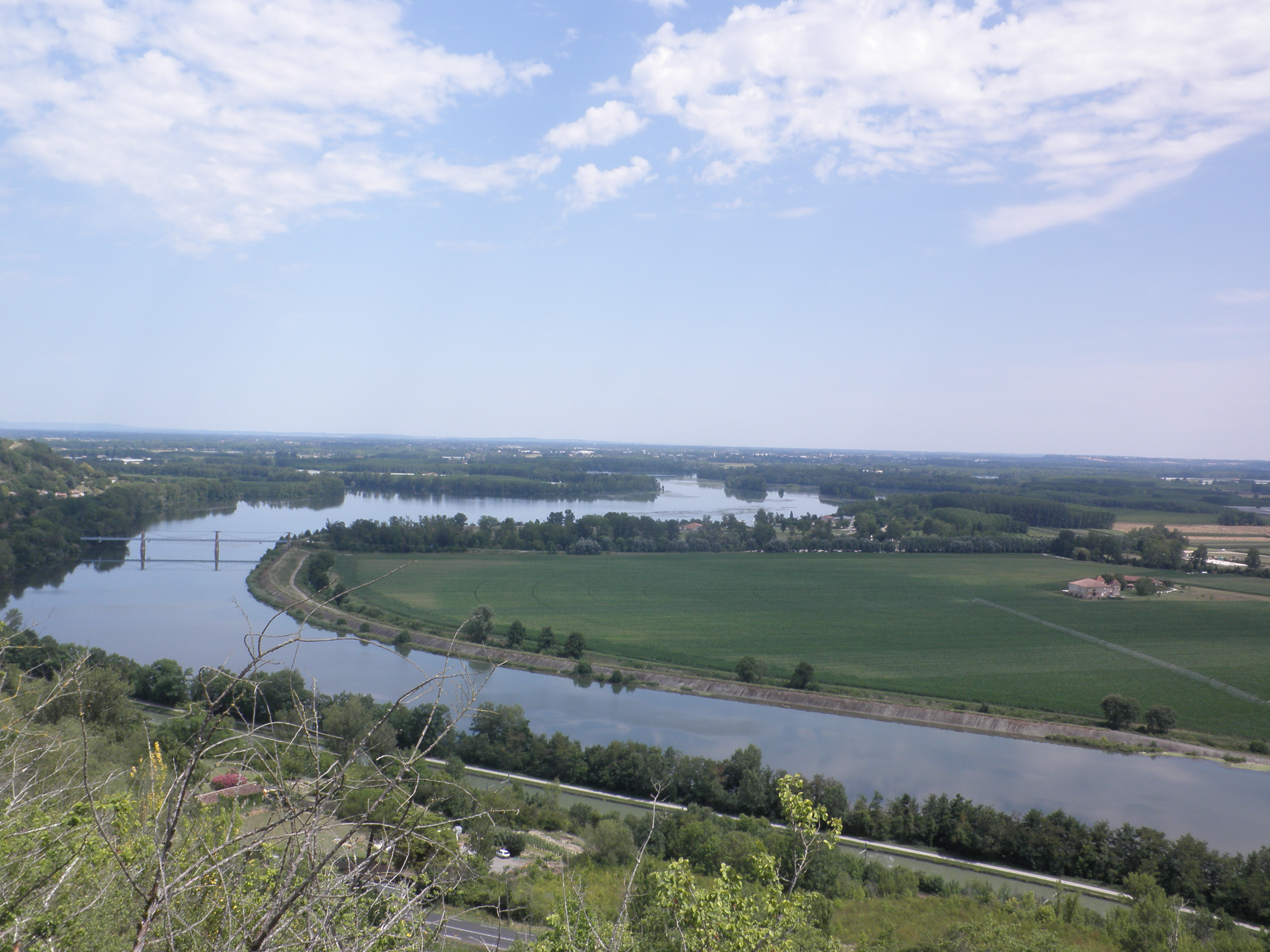
Le point de vue du Boudou (82) en 2011.
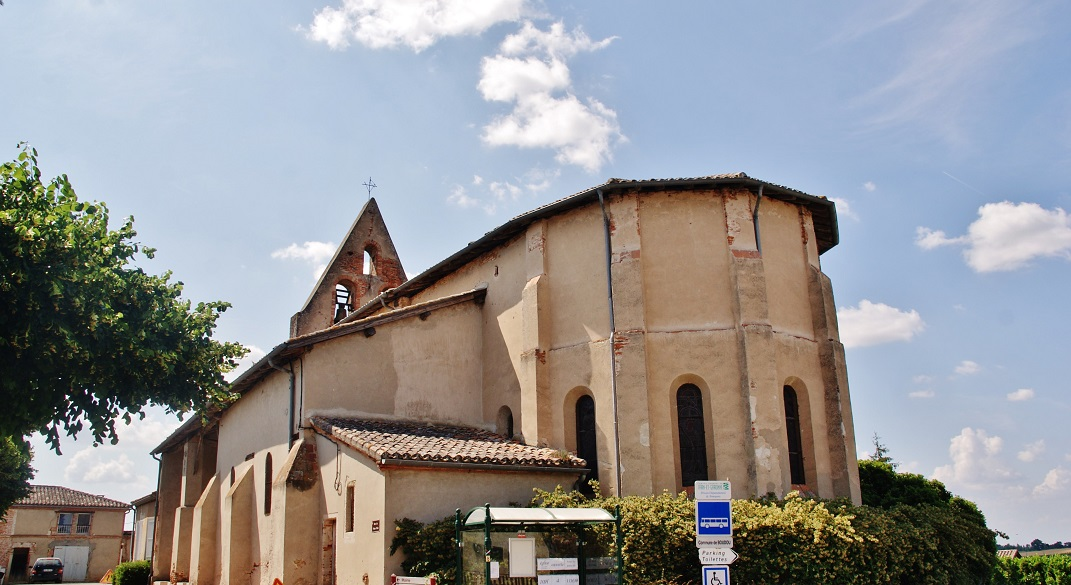
L'église Saint-Pierre.

### Personnalités liées à la commune
- Jean-Paul Jacquier (1940-2014), spécialiste des relations sociales, est mort à Boudou.

## Pour approfondir